# Troonswisseling in Nederland (2013)

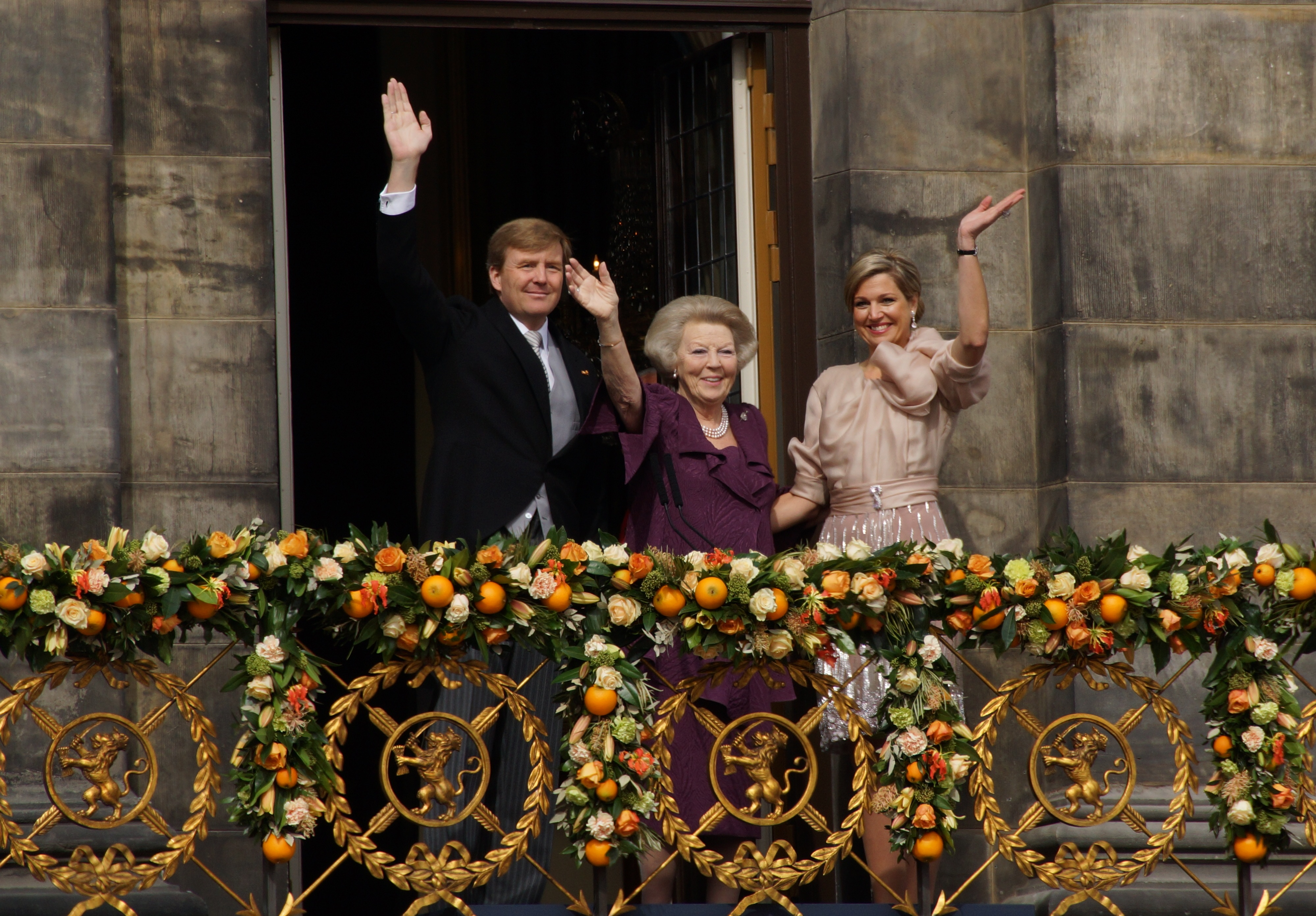
Koning Willem-Alexander, prinses Beatrix en koningin Máxima op het balkon van Paleis op de Dam

Bij de troonswisseling in Nederland op 30 april 2013 vond in Amsterdam de abdicatie plaats van koningin Beatrix, gevolgd door de inhuldiging van Willem-Alexander als Koning der Nederlanden.

## Achtergrond
Beatrix was sinds 30 april 1980 koningin van het Koninkrijk der Nederlanden, als opvolgster van koningin Juliana. Op 28 januari 2013 kondigde Beatrix met een toespraak op de Nederlandse televisie en radio aan dat ze haar ambt op 30 april van datzelfde jaar zou overdragen aan haar oudste kind, de Prins van Oranje. Kroonprins Willem-Alexander vertelde op 17 april 2013 dat zijn moeder iets meer dan een jaar voor haar officiële bekendmaking binnenskamers al had aangekondigd te willen aftreden. Daarop werd, na overleg met hem en zijn echtgenote Máxima, een datum vastgesteld.

## Abdicatie

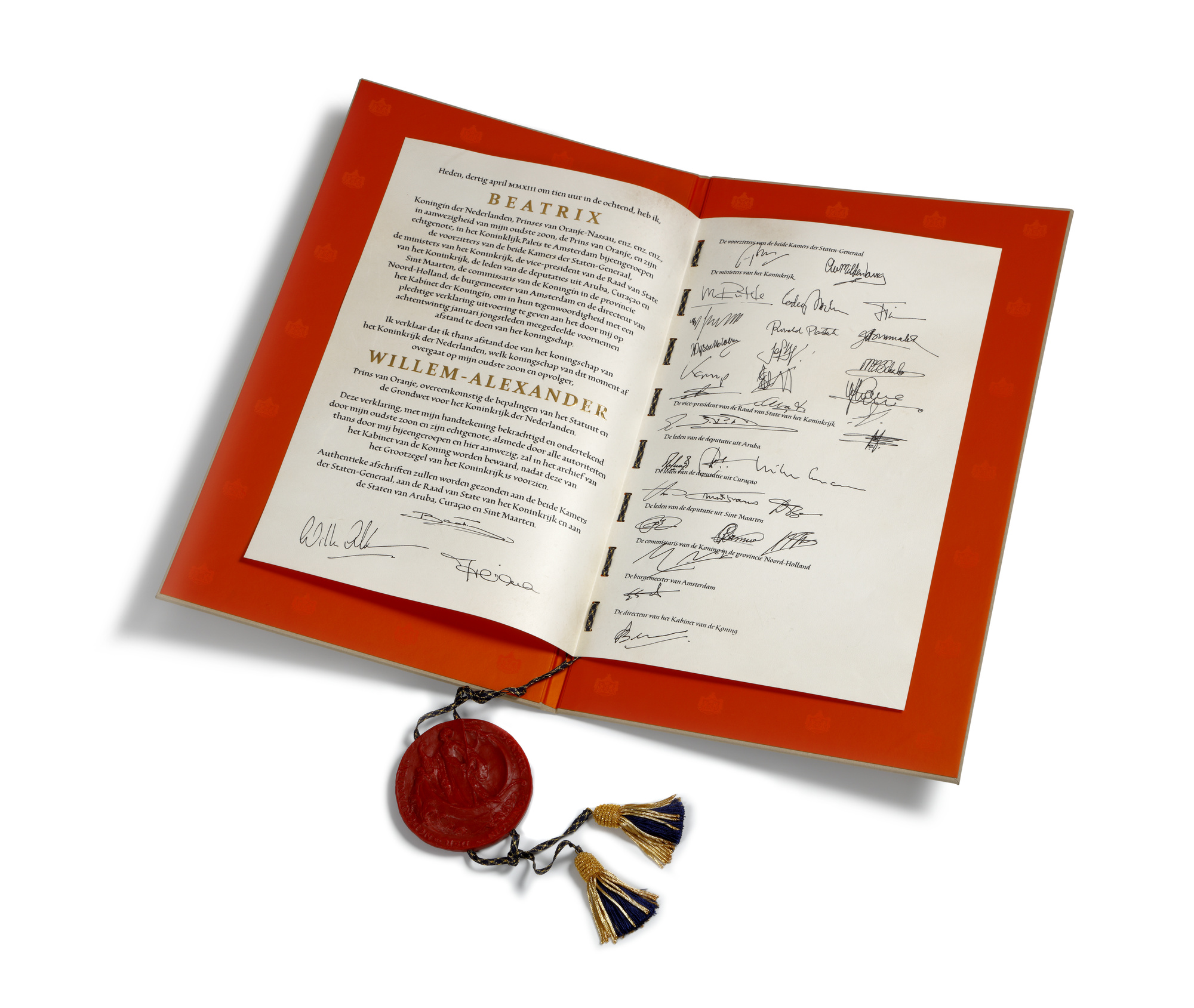
Akte van Abdicatie

De ceremonie vond volgens de traditie plaats in de Mozeszaal van het Paleis op de Dam. De koningin hield een korte toespraak. Aansluitend las de directeur van het Kabinet der Koningin de Akte van Abdicatie voor, die de koningin vervolgens bekrachtigde met haar handtekening. Vanaf dat moment was prins Willem-Alexander Koning der Nederlanden. Na zijn moeder plaatste koning Willem-Alexander als eerste getuige zijn handtekening onder de akte. Daarna volgden Máxima en eenendertig anderen.
Dit waren:
- de voorzitters van beide Kamers der Staten-Generaal
- de ministers van het koninkrijk
- de vicepresident van de Raad van State van het koninkrijk
- de leden van de deputaties uit Aruba, Curaçao en Sint Maarten
- de commissaris van de Koning in de provincie Noord-Holland
- de burgemeester van Amsterdam
- de directeur van het Kabinet van de Koning

Op het paleis werd vervolgens de nieuwe koninklijke standaard gehesen.
Door het ondertekenen van de akte van abdicatie gingen de titels van Beatrix op Willem-Alexander over, met uitzondering van die van Prinses van Lippe-Biesterfeld en Prinses van Oranje-Nassau.
Máxima bleef als echtgenote van het staatshoofd de titels van Prinses der Nederlanden en Prinses van Oranje-Nassau dragen. Zij werd  
aangeduid als koningin. Haar aanspreektitel werd majesteit.

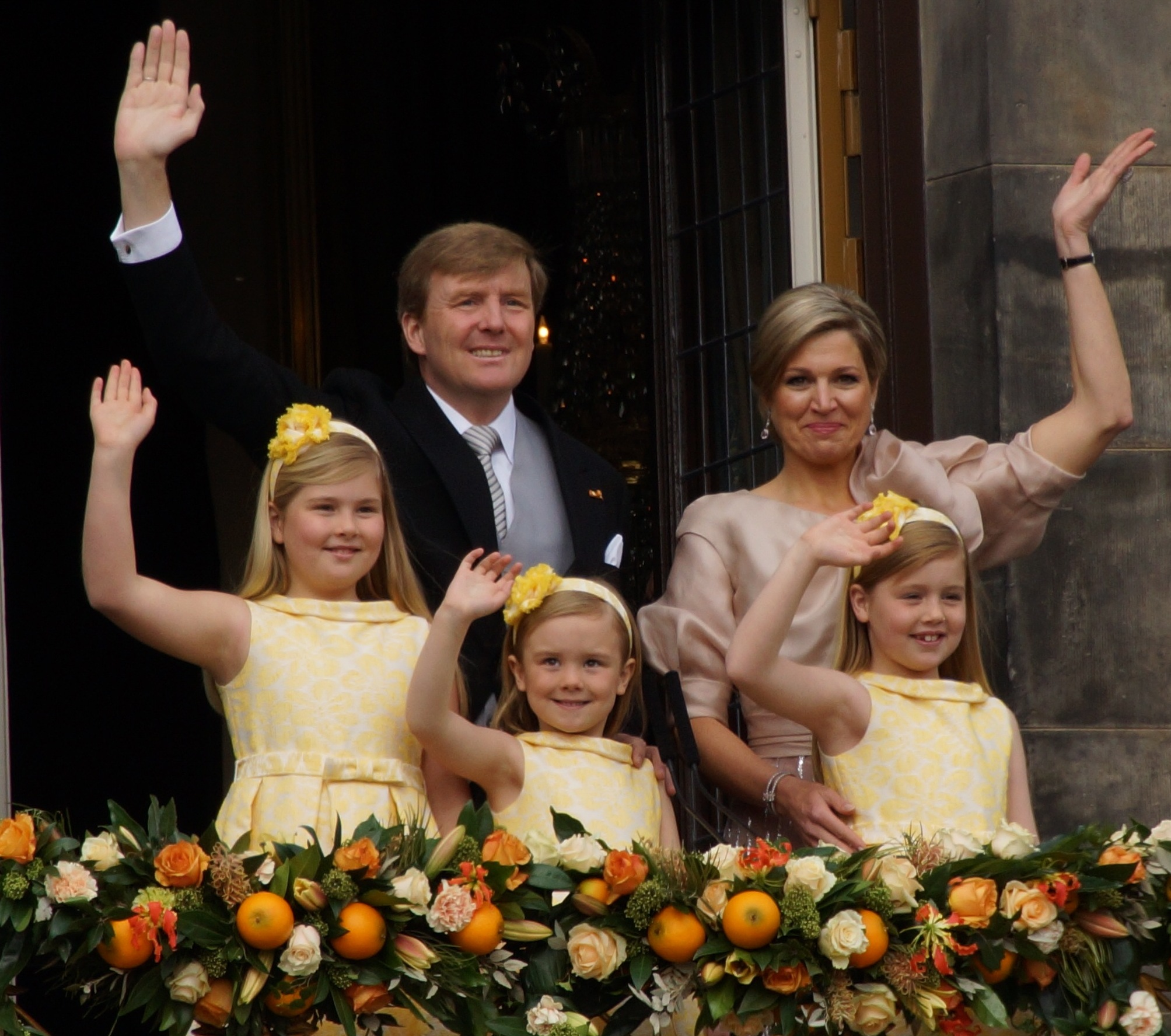
Koning Willem-Alexander, koningin Máxima en de prinsessen Catharina-Amalia, Ariane en Alexia op het balkon

Daarnaast werd de ceremonie bijgewoond door enkele leden van de Koninklijke Familie.
Op 6 mei werd de akte voorzien van het koninklijk grootzegel.

### Balkonscène
Vervolgens begaven prinses Beatrix en koning Willem-Alexander zich met Máxima naar het paleisbalkon, waar Beatrix haar zoon als nieuwe koning voorstelde aan het volk op de Dam. Ook Willem-Alexander hield een korte toespraak. Na een uitvoering van het Wilhelmus verliet prinses Beatrix het balkon en voegden de drie kinderen van het koningspaar zich bij hun ouders en werden de toeschouwers in de gelegenheid gesteld het koninklijk gezin toe te juichen. Na afloop van de balkonscène werd op de Dam door een omstander een oranje rookbom afgestoken.

## Inhuldiging

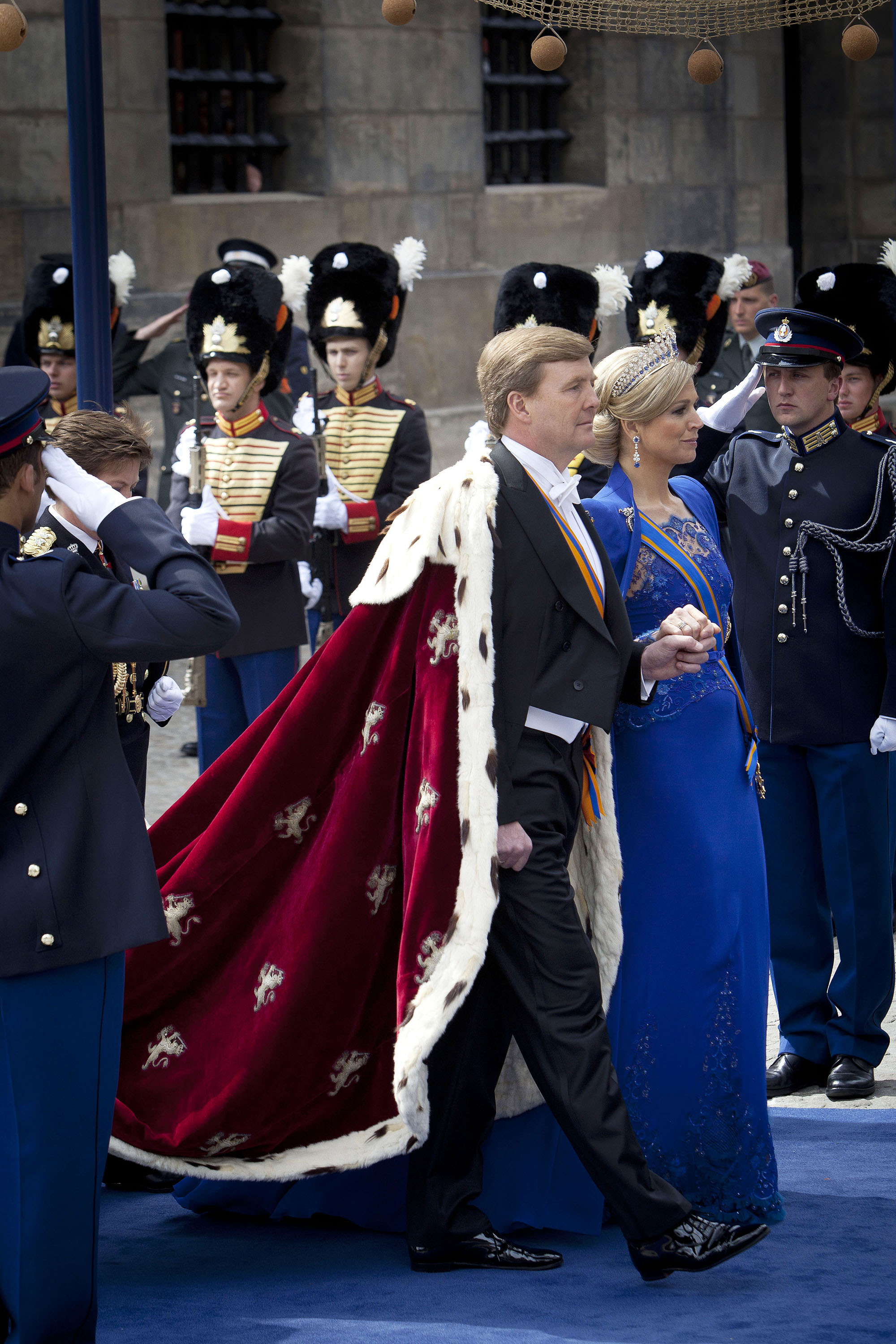
Koning Willem-Alexander en koningin Máxima op weg naar de Nieuwe Kerk voor de inhuldiging

De inhuldiging van Willem-Alexander als koning der Nederlanden vond plaats tijdens een Verenigde Vergadering der Staten-Generaal in de Nieuwe Kerk. Tijdens de inhuldigingsceremonie werd de nieuwe koning bevestigd in zijn ambt en zwoer hij trouw aan het Statuut, de Grondwet en een getrouwe vervulling van zijn ambt. Andersom beloofden of zwoeren de meeste van de aanwezige leden van de Verenigde Vergadering en de gedelegeerden van de Staten van Aruba, Staten van Curaçao en Staten van Sint Maarten 'de onschendbaarheid van de koning en de rechten van zijn koningschap te handhaven'.
Tijdens de inhuldiging droeg de koning een rokkostuum met daaronder het grootlint van de Militaire Willems-Orde en daaroverheen de koningsmantel van hermelijnenbont; een gerestaureerde versie van de mantel die Beatrix in 1980 droeg.
Als troonzetels in de Nieuwe Kerk dienden twee opgeknapte stoelen uit paleis Het Loo die in 1901 door de bevolking van Amsterdam aan koningin Wilhelmina zijn geschonken ter gelegenheid van haar huwelijk. Het was de bedoeling dat dezelfde zetels gebruikt zouden worden als die bij de inhuldiging van koningin Beatrix, maar daarvan werden de zitvlakken te laag bevonden. De nu gebruikte stoelen waren voorzien van de afbeeldingen van heraldische leeuwen die op de bekleding zaten van de troonzetels van koningin Beatrix en prins Claus.
Op de credenstafel in de Nieuwe Kerk lagen, naast de grondwet, de drie symbolen van koninklijk gezag en waardigheid; de kroon, symbool voor soevereiniteit en waardigheid; de scepter, symbool voor gezag en de rijksappel, die het grondgebied symboliseert.
De voorbereiding van de Verenigde Vergadering stond onder leiding van de griffier van de Verenigde Vergadering der Staten-Generaal Geert Jan Hamilton. Voor de muzikale omlijsting zorgden het strijkorkest Amsterdam Sinfonietta, het Nederlands Blazers Ensemble, het Nederlands Kamerkoor, het Nieuw Amsterdams Kinderkoor en de organist van de Nieuwe Kerk, Bernard Winsemius. Onder begeleiding van de vier strijkers van het Matangi Quartet zong het Nieuw Amsterdams Kinderkoor het lied Later als ik groot ben van Herman van Veen, dat speciaal voor deze gelegenheid geschreven was, op de muziek van Cent mille chansons en gecomponeerd door Paul Mauriat.

### Cortège
Onderweg van het Paleis op de Dam naar de Nieuwe Kerk werd de nieuwe koning traditiegetrouw begeleid door wapenherauten, wapenkoningen (zonder de tabberd, maar met staf) en dragers van het Statuut voor het Koninkrijk der Nederlanden en de Nederlandse Grondwet; deze werd in een witte kaft met gouden letters voor de koning uit gedragen en in het kerkgebouw op de credenstafel gelegd.
Voor deze taak waren mensen verkozen die zich volgens de nieuwe koning sterk onderscheiden hebben en hun vakgebied toegankelijk hebben gemaakt voor een breed publiek.
Het gezelschap bestond uit:
- Koning van wapenen: oud-commandant der strijdkrachten generaal buiten dienst Peter van Uhm[17]
- Koning van wapenen: astronaut André Kuipers[17]
- Heraut: Robbert Dijkgraaf,[17] oud-president van de Koninklijke Nederlandse Akademie van Wetenschappen en directeur van het Institute for Advanced Study in Princeton
- Heraut: amazone Anky van Grunsven[18]
- Heraut: secretaris-generaal Renée Jones-Bos van het ministerie van Buitenlandse Zaken[19]
- Drager statuut: Jaime Saleh
- Drager Grondwet: Herman Tjeenk Willink

Het hoofdcortège werd vergezeld door de Gele Rijders, een saluutbatterij van het Korps Rijdende Artillerie.
Twee regalia, het rijkszwaard, dat voor macht staat en de rijksstandaard met het 19e-eeuwse Nederlandse wapen werden door respectievelijk de Commandant der Strijdkrachten Tom Middendorp en de Inspecteur-generaal der Krijgsmacht Ton van Ede naar de Nieuwe Kerk gedragen en door hen tijdens de eedaflegging en inhuldiging aan weerszijden van de koning omhooggehouden.
Bij aankomst in de Nieuwe Kerk werd het koningspaar begeleid door de Commissie van in- en uitgeleide, bestaande uit de voorzitter van de Tweede Kamer Anouchka van Miltenburg, de Tweede Kamerleden Mariëtte Hamer en Kees van der Staaij en de senatoren René van der Linden en Heleen Dupuis, voorafgegaan door de griffier van de Tweede Kamer, Jacqueline Biesheuvel-Vermeijden.

### Toespraak koning en eedaflegging
Vooraf aan de eedaflegging hield de koning een korte toespraak, waarin hij zijn moeder uitvoerig bedankte voor de drieëndertig jaar dat zij koningin was geweest. Over zijn eigen koningschap zei hij: "Met vertrouwen durf ik tegen mezelf en tegen de wereld te zeggen: ik aanvaard dit ambt met overtuiging. Daarbij besef ik hoe intens gelukkig ik ben met de steun van mijn vrouw, Máxima. Zij is zich bewust van de persoonlijke begrenzing die haar positie soms van haar vraagt. Zij heeft ons land omarmd en is Nederlandse onder de Nederlanders geworden. Ten volle is zij bereid haar vele capaciteiten in dienst te stellen van mijn koningschap en ons aller koninkrijk."
Door de koning werd aansluitend de volgende eed afgelegd:

Ik zweer aan de volkeren van het koninkrijk dat ik het Statuut voor het Koninkrijk en de Grondwet steeds zal onderhouden en handhaven. Ik zweer dat ik de onafhankelijkheid en het grondgebied van het koninkrijk met al mijn vermogen zal verdedigen en bewaren; dat ik de vrijheid en de rechten van alle Nederlanders en alle ingezetenen zal beschermen, en tot instandhouding en bevordering van de welvaart alle middelen zal aanwenden welke de wetten mij ter beschikking stellen, zoals een goed en getrouw koning schuldig is te doen. Zo waarlijk helpe mij God almachtig!

Na de toespraak en de eedaflegging van de nieuwe koning hield voorzitter Fred de Graaf een korte toespraak. Vervolgens sprak hij namens de Staten-Generaal, de Staten van Aruba, de Staten van Curaçao en de Staten van Sint Maarten de volgende woorden:

Wij ontvangen en huldigen, in naam van de volkeren van het koninkrijk en krachtens het Statuut voor het Koninkrijk en de Grondwet, u als koning; Wij zweren, of beloven, dat wij uw onschendbaarheid en de rechten van uw koningschap zullen handhaven. Wij zweren, of beloven, alles te zullen doen wat goede en getrouwe Staten-Generaal, Staten van Aruba, Staten van Curaçao en Staten van Sint Maarten schuldig zijn te doen. Zo waarlijk helpe ons God almachtig! Dat beloven wij!

Na het uitspreken werd deze door de voorzitter en elk aanwezig lid, een voor een op afroep door de griffiers, beëdigd of bevestigd. 121 van hen deden dit met de woorden "Dat beloof ik!" en 99 Kamerleden zeiden "Zo waarlijk helpe mij God almachtig!". Zestien Kamerleden weigerden de eed of belofte af te leggen. Degenen onder hen die aanwezig waren, kregen een zitplaats achter in het vak waar de Kamerleden zaten.

### Aanwezigen
In de Nieuwe Kerk was plaats voor tweeduizend mensen. De leden van het Koninklijk Huis mochten vijfhonderd gasten uitnodigen. Daarnaast werden uitgenodigd de honderdvijftig leden van de Tweede Kamer en de vijfenzeventig leden van de Eerste Kamer. Allen mochten hun partner meenemen. Verder waren er delegaties van de drie staten van het Caribisch deel van het koninkrijk: Aruba, Curaçao en Sint Maarten. Ook waren de ministers en staatssecretarissen present, evenals de ambassadeurs uit ruim honderdveertig landen, waarmee Nederland diplomatieke betrekkingen heeft. Alle leden van de Raad van State, de Nationale Ombudsman en van de Algemene Rekenkamer waren eveneens aanwezig. De commissarissen van de koning, de president van de Hoge Raad en enkele vicepresidenten waren er ook. Tot slot waren burgemeesters van enkele grote steden en vertegenwoordigers van werkgevers- en werknemersorganisaties present. De commissarissen van de koning hadden samen vijfhonderd burgers uitgenodigd die een afspiegeling vormden van de Nederlandse samenleving. Zij moesten een verklaring omtrent het gedrag overleggen.
Het kledingvoorschrift voor de vrouwelijke Kamerleden was een middagtoilet, zonder hoofddeksel. De vrouwelijke koninklijke gasten mochten wel een hoed dragen. De mannen dienden een jacquet of donkerkleurig pak te dragen.
Prinses Máxima had drie maanden eerder via de Rijksvoorlichtingsdienst aangegeven dat haar familie niet aanwezig zou zijn. Die afwezigheid werd veelal toegeschreven aan controverses rond haar vader Jorge Zorreguieta die staatssecretaris was onder het regime-Videla.
Alle Europese vorstenhuizen waren vertegenwoordigd, evenals enkele Arabische. Prins Albert II van Monaco was het enige aanwezige staatshoofd. Uit Japan kwam het kroonprinselijk paar. Uit Marokko was prinses Salma Bennani aanwezig; de echtgenote van koning Mohammed VI. De voormalige secretaris-generaal Kofi Annan van de Verenigde Naties gaf eveneens acte de présence. Het Internationaal Olympisch Comité stuurde Jacques graaf Rogge. Uit Argentinië was een delegatie van bijna twintig personen, onder wie vicepresident Amado Baudou en de waarnemend voorzitter van de Argentijnse senaat, Beatriz Rojkes de Alperovich. De Europese Unie was vertegenwoordigd met de voorzitters van het Europees Parlement, de Europese Raad en de Europese Commissie. Directeur Helen Clark van het VN-Ontwikkelingsprogramma was ook overgekomen.
De oudste aanwezige in de Nieuwe Kerk was voormalig minister-president Piet de Jong, 98 jaar oud. Hij was minister-president op 27 april 1967 toen Willem-Alexander geboren werd. De Jong was erbij toen Willem-Alexander door zijn vader prins Claus voor het eerst in het openbaar werd getoond.

## Receptie
Aan het eind van de middag was er in het Paleis op de Dam een uur durende receptie voor de leden van de Staten-Generaal en andere genodigden.

## Koningsvaart
Koning Willem-Alexander, zijn echtgenote en kinderen maakten vroeg in de avond op uitnodiging van de gemeente Amsterdam een vaartocht over het IJ. Voorafgaand werd in Ahoy Rotterdam het Koningslied gezongen, dat via een videoscherm door het nieuwe koningsgezin werd bekeken.
Bij het EYE Film Instituut Nederland aan de noordoever ging het gezin aan boord van de boot MS Havenbeheer. De vaartocht ging langs het Oeverpark en de Noordwal naar de kop van het Java-eiland, en eindigde aan de overkant van het water, bij het Muziekgebouw aan 't IJ, waar de avondmaaltijd voor genodigden plaatsvond.
Onderweg werden achtendertig voorbeelden getoond van waar (volgens de gemeente Amsterdam) 'Nederland trots op is'. Zo kreeg de boot een ere-escorte van de roeiers van de Holland Acht die bij de Olympische Spelen van 1996 in Atlanta de gouden medaille wonnen, windsurfer Dorian van Rijsselberghe die goud won op de Olympische Spelen van 2012 in Londen en van de (voormalige) wedstrijdschaatsers Bob de Jong, Gianni Romme, Marianne Timmer, Annamarie Thomas en Bart Veldkamp. Ook deed Epke Zonderland aan de rekstok de oefening waarmee hij tijdens de Olympische Spelen van 2012 in Londen goud won. Het Nationale Ballet voerde Trois Gnossiennes van choreograaf Hans van Manen uit en op de kop van het Java-eiland speelde het Koninklijk Concertgebouworkest en draaide diskjockey Armin van Buuren tegelijkertijd muziek. Het koninklijk gezin stapte spontaan bij Van Buuren uit de boot en gaf de dj een hand, evenals enkele muzikanten. De Nederlandse Opera verzorgde eveneens een optreden en musicalsterren brachten een medley van Nederlandse musicals. Langs de route lagen ruim 130 schepen van het varend erfgoed voor anker, waaronder veel stamboekschepen.

## Groet van de luchtmacht
Na de koningsvaart brachten tien F-16's een groet door in formatie over het IJ te vliegen. Eén was oranje geschilderd. Voor genodigden werd er na de avondmaaltijd een feest gegeven.

## Formele gevolgen
- De troonswisseling heeft gevolgen voor het lidmaatschap van het Koninklijk Huis. Door de abdicatie van koningin Beatrix is de omvang het Koninklijk Huis verminderd van zeventien tot tien personen. De kinderen van prins Constantijn en prinses Laurentien maken er geen deel meer van uit, al blijven ze wel in de lijn van troonopvolging. Prins Maurits, prins Bernhard en hun echtgenotes zijn eveneens geen lid meer.
- Prinses Catharina-Amalia is vanaf de ondertekening van de akte van abdicatie, als beoogde troonopvolger, Prinses van Oranje. Zij is de eerste van het vrouwelijke geslacht die de titel draagt.
- Kort voor de abdicatie van koningin Beatrix werden op het IJ vanaf het fregat Hr. Ms. Evertsen 101 saluutschoten gelost, onmiddellijk na de abdicatie gevolgd door een ceremoniële naamswisseling naar Zr. Ms. Evertsen. Vanaf dat moment dragen alle Nederlandse marineschepen het predicaat Zijner Majesteits.[41]
- Per 30 april 2013 legde prins Willem-Alexander zijn militaire functies neer; hij was reserve-commandeur bij de Koninklijke Marine en had vergelijkbare rangen bij de overige krijgsmachtonderdelen. Omdat de regering het oppergezag over de krijgsmacht heeft, en de Koning deel uitmaakt van de regering, kunnen de Koning en ministers niet in actieve dienst zijn. Op de dag van zijn inhuldiging werd hem daarom eervol ontslag verleend. Als kroonprins kondigde hij aan dat hij zo nu en dan bij ceremonies militaire uniformen zal blijven dragen, overigens zonder rangonderscheidingstekens. Op het uniform van de koning worden dan de epauletten die de rang aangeven, vervangen door het embleem van het koninklijk distinctief. Het wapenbeeld daarvan bestaat uit het rijkszwaard, de rijksappel en de scepter.[42]

## Protest

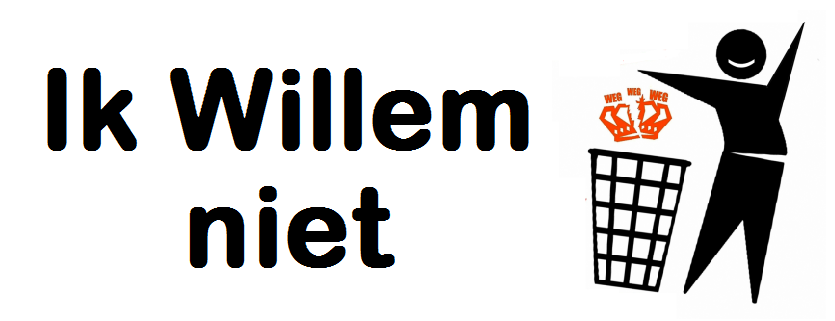
Nederlands protestlogo ontworpen door het Nieuw Republikeins Genootschap (NRG)

Van de zes door de gemeente Amsterdam aangeboden protestplekken werd er één gebruikt, op het Waterlooplein. Twee demonstranten, Hans Maessen van het Nieuw Republikeins Genootschap en de Utrechtse activiste Joanna van der Hoek, werden op de Dam aangehouden. Zij protesteerden tegen de monarchie. De arrestaties waren onterecht, zo liet de politie later op de dag weten.

## Kennismakingsbezoek
Ter kennismaking bezocht het koningspaar in de periode 28 mei - 21 juni 2013 alle twaalf provincies van Nederland. Er waren zes bezoekdagen. Op elk van die dagen werden twee provincies bezocht en dan steeds de hoofdstad en enkele andere plaatsen.

## Politieke nasleep
De samenstelling van de Commissie van in- en uitgeleide zou nog een politieke nasleep krijgen. Op 12 juni 2013 publiceerde dagblad de Volkskrant een interview met Fred de Graaf, die verantwoordelijk was geweest voor de samenstelling ervan. Feitelijk had Tweede Kamerlid en PVV-fractieleider Geert Wilders het recht gehad om van deze commissie deel uit te maken. In het artikel werd de suggestie gewekt dat De Graaf een procedurele kunstgreep zou hebben toegepast om Wilders geen lid te maken. In het artikel kwam een citaat voor van De Graaf over Wilders in relatie tot de commissie: "In mijn achterhoofd heeft zeker meegespeeld dat het beeld van Wilders naast de koning veel aandacht zou hebben getrokken." Het interview leidde tot veel commotie en uiteindelijk tot het aftreden van De Graaf als Eerste Kamervoorzitter op 18 juni. Hij ontkende echter dat hij partijdig had gehandeld.